# Tjaša Oder
Tjaša Oder, född 22 juni 1994, är en slovensk simmare.
Oder tävlade för Slovenien vid olympiska sommarspelen 2012 i London, där hon blev utslagen i försöksheatet på 800 meter frisim. Vid olympiska sommarspelen 2016 i Rio de Janeiro blev Oder också utslagen i försöksheatet på 800 meter frisim. Hon var även en del av Sloveniens lag som blev utslagna i försöksheatet på 4x200 meter frisim.